# Aletschgebied
Het Aletschgebied (ook wel bekend als de Aletsch Arena) is een skigebied in Wallis, Zwitserland dat de volgende plaatsen omvat:
- Bettmeralp - 1933 m (dalstation Betten 814 m)
- Riederalp - 1950 m (dalstation Morel 759 m)
- Fiesch - 1050 m (bergstation Fiescheralp 2221 m)

Het is genoemd naar de Aletschgletsjer die prominent door het gebied loopt.

## Geschiedenis
De genoemde dorpen hebben elk hun skigebied onafhankelijk van elkaar ontwikkeld, waarbij de liftmaatschappijen van Rieder- en Bettmeralp al snel gingen samenwerken.
De liftexploitant van het nabij gelegen Fiesch sloot zich aan bij dit samenwerkingsverband en vanaf medio jaren 70 werd er een piste/route geprepareerd tussen beide gebieden. Voor de gevorderde skiërs werden abonnementen aangeboden die geldig waren op alle skiliften in het hele gebied.

## Omgeving
Het gebied ligt in het Zuid-Zwitserse kanton Wallis, vlak bij de grens met Italië. De dorpen Bettmeralp en Riederalp zijn in principe alleen per kabelbaan bereikbaar en derhalve autovrij. De dalstations van de kabelbanen liggen in het Rhônedal, net als het dorp Fiesch.
Behalve de Aletschgletsjer zijn bekende punten in het gebied:
- de Eggishorn - bergtop boven Fiesch. Bereikbaar per kabelbaan, hoogte 2859 m.
- Bettmerhorn - top 2872 m, kabelbaan en pistes tot 2643 m.
- Aletschhorn - 4195 m.
- Jungfrau - 4158 m.

De dichtstbijzijnde grotere plaats is Brig op ongeveer 20 km vanaf het dalstation van Betten.

### Bereikbaarheid
Het gebied ligt op ongeveer 1050 km vanaf Utrecht, enigszins afhankelijk of er gebruikgemaakt wordt van de autotrein tussen Kandersteg en Brig of geheel over de weg langs het Meer van Genève gereden wordt.
Voor Bettmer- en/of Riederalp zijn grootschalige parkeerfaciliteiten gebouwd bij de dalstations in Morel resp. Betten Tal van de kabelbanen naar Riederalp en Bettmeralp. Het dorp Fiesch is wel per auto bereikbaar. Fiesch ligt op 1050 meter hoogte.
Voor reizigers per trein kan gebruikgemaakt worden van een internationale trein naar Brig en aldaar overstappen op de regionale Furka-Oberalp-Bahn (tegenwoordig gefuseerd tot Matterhorn Gotthard Bahn  die langs de dalstations van Betten en Riederalp rijdt en ook in Fiesch stopt. Na Fiesch rijdt de trein door naar Oberwald en verder door de Furka-basistunnel.
Vliegen kan via diverse Zwitserse luchthavens en dan verder met de trein via Brig.

## Galerij

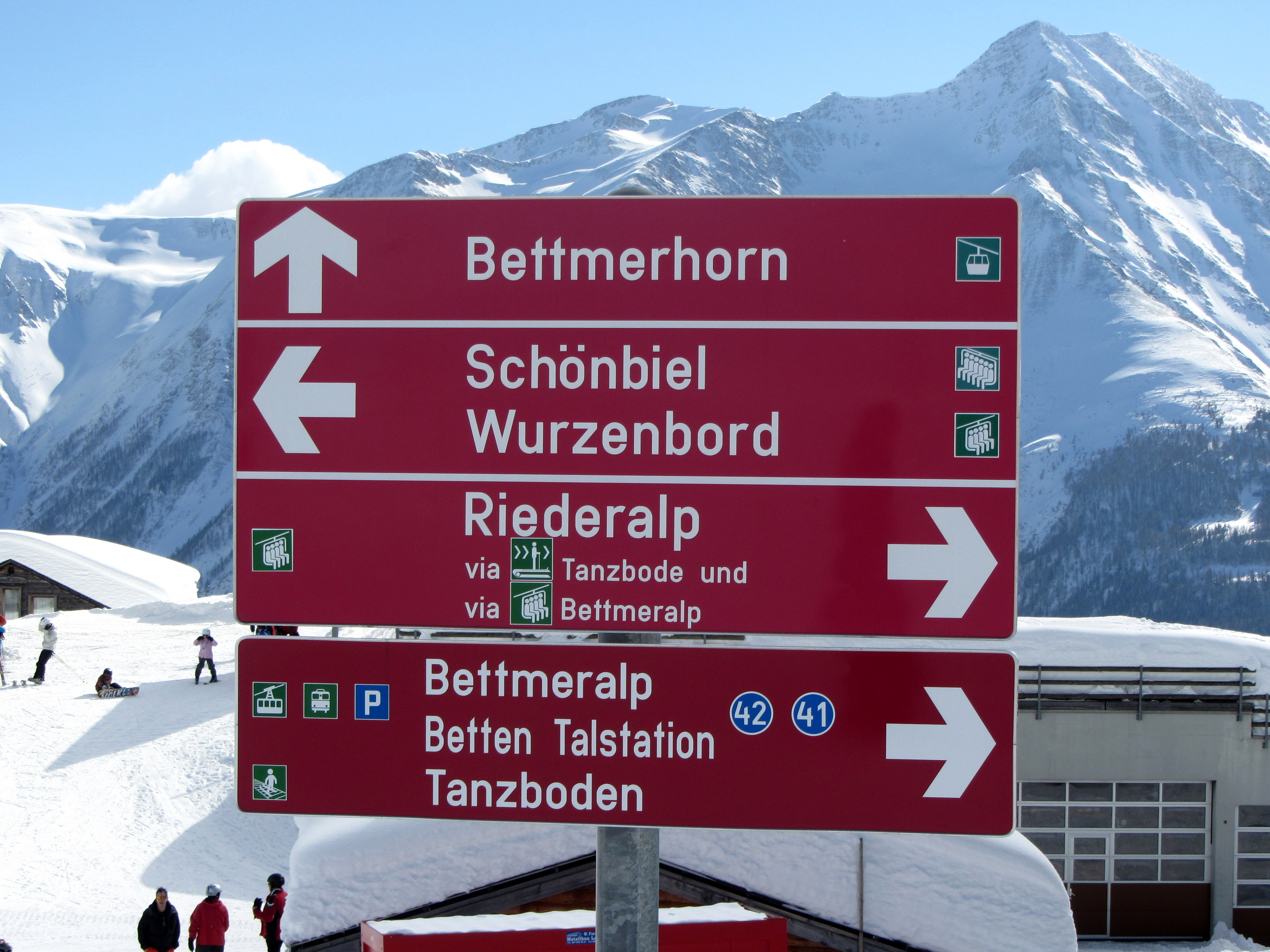
wegwijzer in het skigebied.
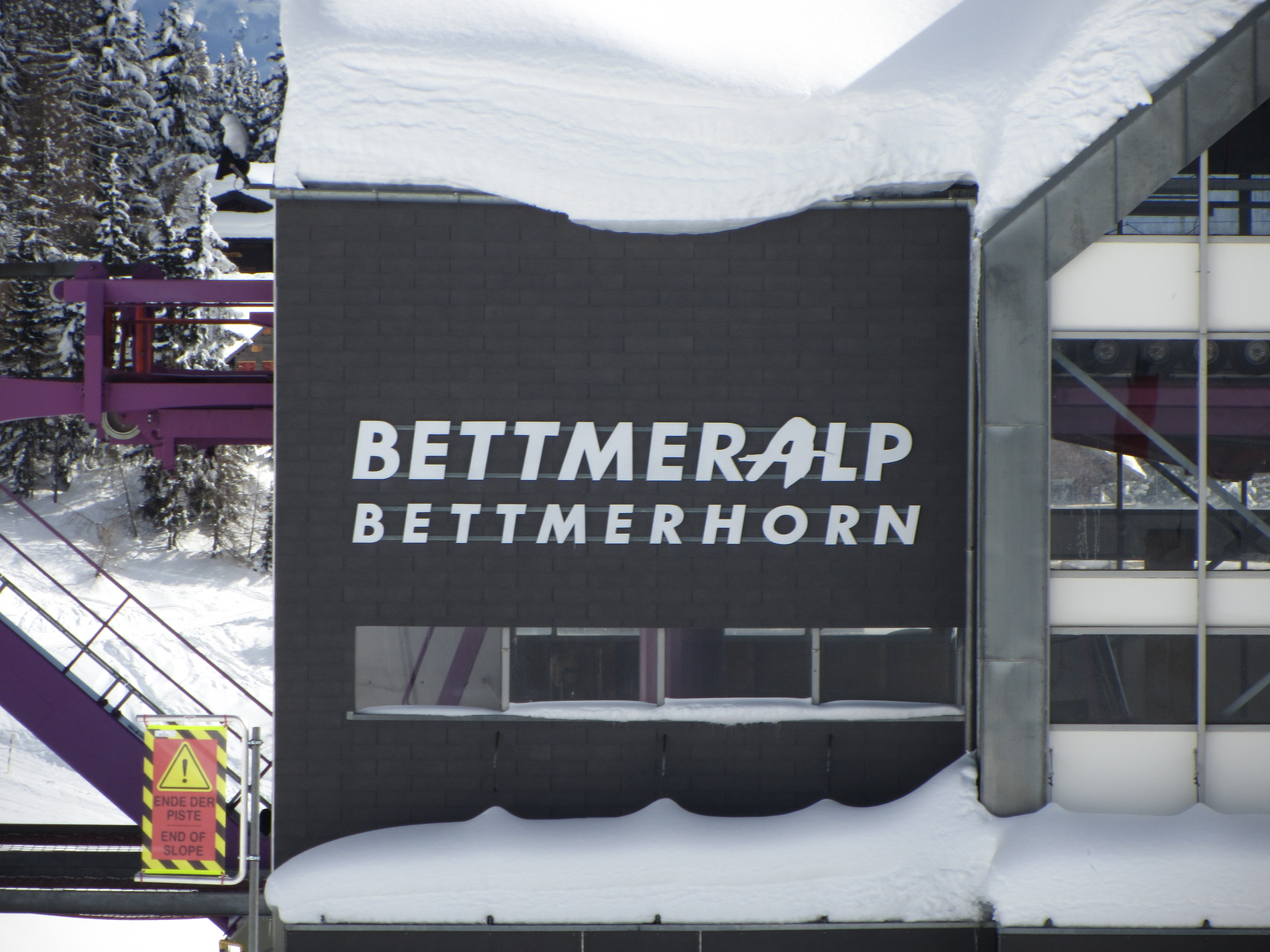
Dalstation van de lift naar de Bettmerhorn.
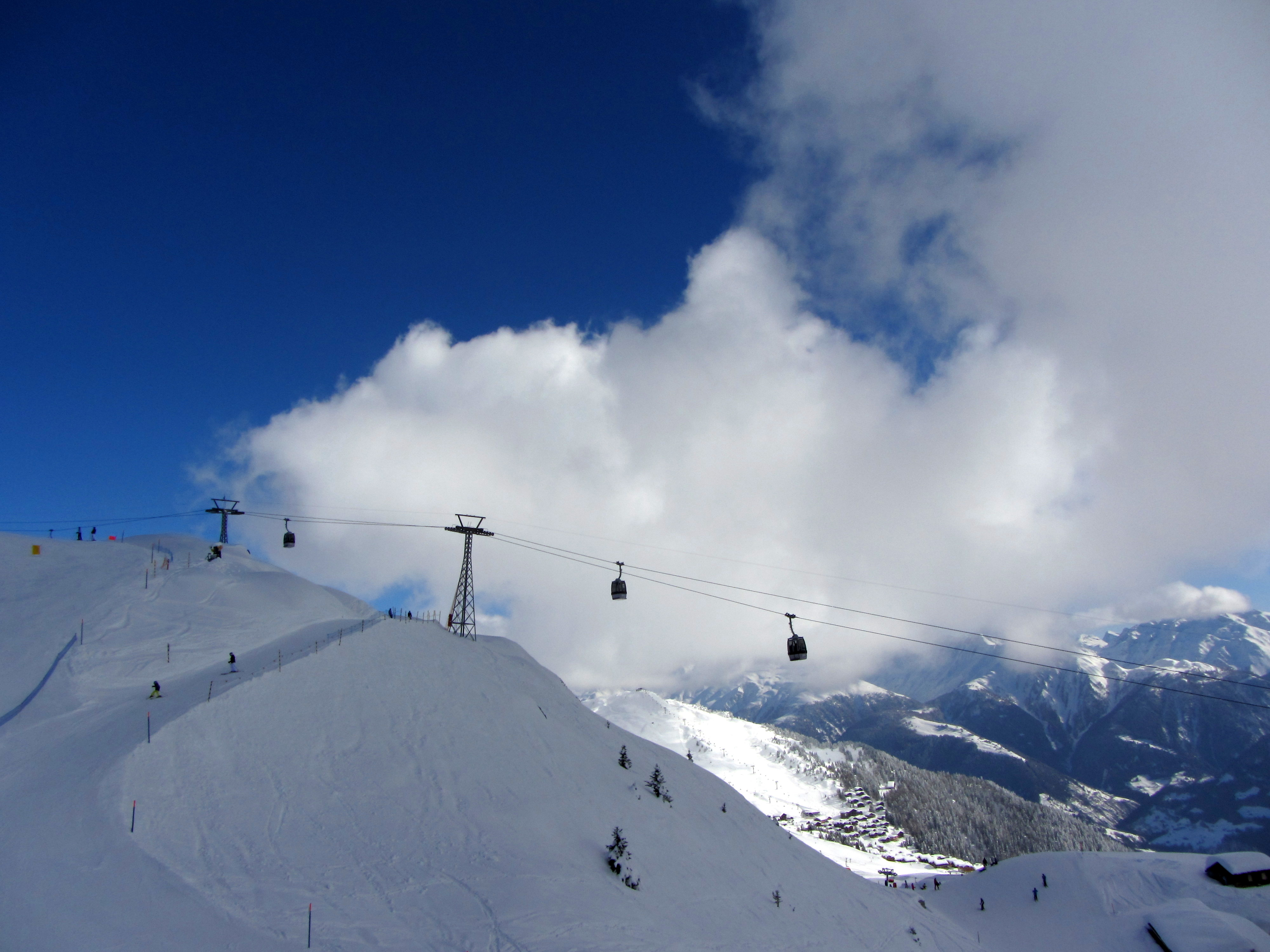
Skilift naar de Bettmerhorn.
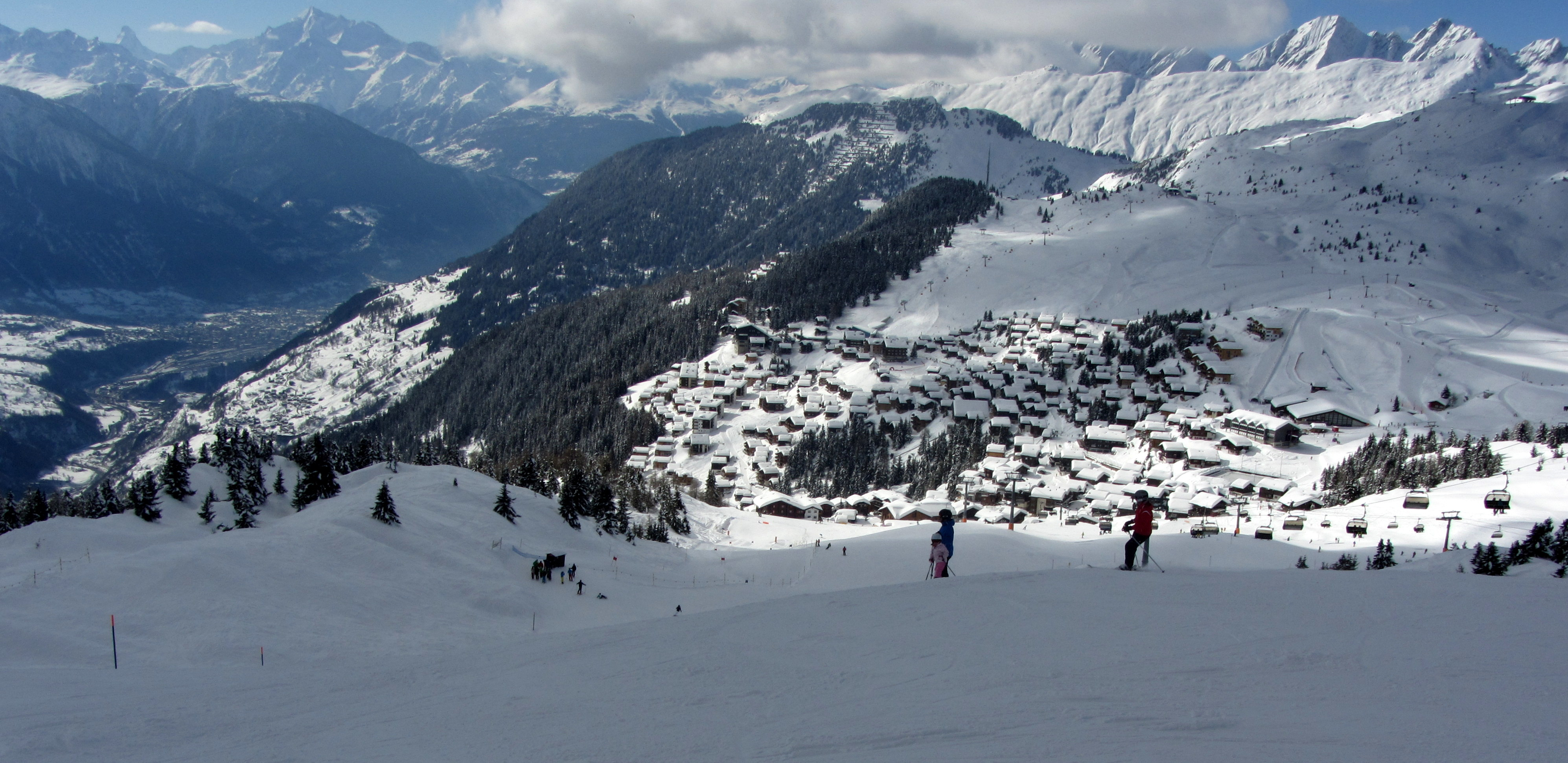
Uitzicht op Bettmeralp.

## Liften en skipistes
Zie hiervoor de pagina's van Fiesch, Bettmeralp en Riederalp